# Лендър
Лендър (на английски: Lander) е град в окръг Фримонт, щата Уайоминг, САЩ. Лендър е с население от 6867 жители (2000) и обща площ от 11,4 km². Намира се на 1633 m надморска височина. ЗИП кодът му е 82520, а телефонният му код е 307.